# Майкельсон, Альберт Абрахам
Альбе́рт Абраха́м Ма́йкельсо́н (англ. Albert Abraham Michelson; 19 декабря 1852, Стрельно, Пруссия — 9 мая 1931, Пасадина, США) — американский физик, известен изобретением названного его именем интерферометра Майкельсона и прецизионными измерениями скорости света. В 1907 году стал лауреатом Нобелевской премии по физике «за создание точных оптических инструментов и спектроскопических и метрологических исследований, выполненных с их помощью».
Член (1888) и президент (1923—1927) Национальной академии наук США, иностранный член Лондонского королевского общества (1902), иностранный член-корреспондент (1924) и почётный член (1926) Академии наук СССР.

## Биография

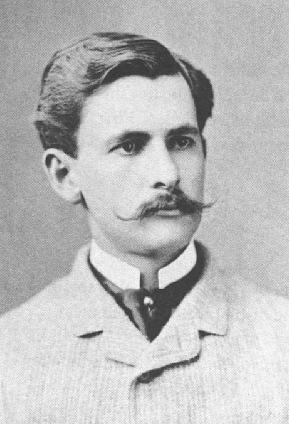
Альберт Абрахам Майкельсон

Родился одним из шестерых детей в еврейской семье, проживавшей в польской части Прусского королевства. Его отец, Самуил Михельзон, был занят в торговле; мать, Розалия Михельзон (урождённая Прилубская), была дочерью Абрама Прилубского из Иновроцлава. Когда мальчику было два года (1855), его родители эмигрировали в Нью-Йорк (США), где их фамилия стала произноситься как «Майкельсон». Оттуда семья перебралась на запад страны и сначала жила в шахтёрских поселениях Мэрфис (в Калифорнии) и в Вирджиния-Сити (Невада), где отец развил успешный бизнес по торговле сухофруктами. В школьные годы Альберт Майкельсон жил в Сан-Франциско, в семье тёти — Генриетты Леви (матери писательницы Хэрриет Лэйн Леви, двоюродной сестры учёного).
В 1869 году Майкельсон поступил в Военно-морскую академию США в Аннаполисе и в 1873 году закончил её. С самого начала своего обучения Майкельсон очень интересовался наукой и в особенности проблемой измерения скорости света. После двух лет продолжения обучения в Европе он уходит с военной службы. В 1883 году становится профессором физики в школе прикладных наук в Кливленде и сосредотачивается на разработке улучшенного интерферометра.
После 1889 года работает профессором в Университете Кларка в Вустере. В 1892 году становится профессором и руководителем физического отделения новооснованного Чикагского университета. В 1907 году Майкельсон становится первым американцем, получившим Нобелевскую премию по физике. В этом же году за выдающиеся достижения в экспериментальной физике Майкельсон получил также медаль Копли.

## Скорость света

### Первые измерения
Уже в 1877 году, в бытность свою офицером ВМС США, Майкельсон начинает усовершенствовать метод измерения скорости света при помощи вращающегося зеркала, предложенного Леоном Фуко. Идеей Майкельсона было применить лучшую оптику и более длинную дистанцию. В 1878 году он произвёл первые измерения на довольно кустарной установке. Эта работа привлекла внимание Саймона Ньюкома — директора Nautical Almanac Office, который также планировал заняться подобными экспериментами. Майкельсон опубликовал свой результат 299 910±50 км/с в 1879 году. После этого он переехал в Вашингтон (США), чтобы помочь в проведении опытов Саймона Ньюкома. Так начались дружба и сотрудничество между двумя учёными.
Ньюком получил в своих опытах, которые лучше финансировались, значение скорости света 299 860±30 км/с, которое совпадало в пределах ошибок измерений со значением Майкельсона. Майкельсон и далее усовершенствовал свой метод; он опубликовал в 1883 году значение 299 853±60 км/с.

### Маунт-Вилсон и время до 1926 года
В 1906 году Е. Б. Роза и Н. Е. Дорси измерили скорость света при помощи нового, электрического метода. В их экспериментах они получили значение 299 781±10 км/с.
После 1920 года Майкельсон приступил к «финальному» измерению скорости света в обсерватории Маунт-Вилсон, причём базой для измерения служила дистанция длиной 22 мили — до горы Лукаут, находящейся на южной стороне горы Сан-Антонио.
В 1922 году береговая и геодезическая комиссия США приступила к тщательному измерению этой дистанции при помощи недавно изобретённых инвар-лент, которое длилось два года. В 1924 году, когда длина была измерена с точностью 10−6, приступили к измерению скорости света, которое тоже длилось два года и дало значение скорости света 299 796±4 км/с.
Этот знаменитый эксперимент известен также проблемами, возникавшими при его проведении. Например, большой проблемой были лесные пожары, дым от которых приводил к помутнению зеркал. Также вполне возможно, что в геодезические измерения, проведённые с такой огромной точностью, была внесена ошибка за счёт смещения базы при землетрясении в Санта-Барбаре, произошедшем 29 июня 1925 года и имевшем магнитуду 6,3 по шкале Рихтера.

### Майкельсон, Пиз и Пирсон в 1932 году
После 1927 года появилось множество измерений скорости света при помощи новых, электро-оптических методов, которые дали существенно меньшие значения скорости света, чем определённое Майкельсоном оптическим методом в 1926 году.
Майкельсон продолжал искать метод измерения, который бы исключил влияние атмосферных возмущений. В 1930 году он приступил, совместно с Фрэнсисом Пизом и Фредом Пирсоном, к измерению скорости света в вакуумированных трубах длиной 1,6 км. Майкельсон умер после 36-го из всего 233 проведённых измерений. Проведению эксперимента мешали в основном геологические нестабильности и конденсация в трубах. В конце концов, эксперименты дали значение 299 774±11 км/с, совпадавшее с результатами электро-оптических методов.

## Интерферометрия
В 1881 году Майкельсон провёл физический опыт на своём интерферометре с целью измерения зависимости скорости света от движения Земли. Результат эксперимента был отрицательный — погрешность измерения была меньше скорости Земли; таким образом получалось, что скорость света не зависела от скорости движения Земли и от направления измеряемой скорости.
В 1887 году Майкельсон совместно с Э. У. Морли провёл эксперимент, известный как эксперимент Майкельсона-Морли. В этом эксперименте определялась скорость движения Земли относительно эфира. Вопреки ожиданию, в эксперименте (как и в его более поздних и более прецизионных модификациях, проводящихся до настоящего времени) не обнаружилось движения Земли относительно эфира. Эйнштейн в своей первой статье по теории относительности упоминает «неудавшиеся попытки обнаружить движение Земли относительно „светоносной среды“» и на этой основе строит новую универсальную кинематику (уже не только для электромагнитных явлений). Опыт Майкельсона стал основанием и первым экспериментальным подтверждением теории относительности.
В 1920 году Майкельсон провёл эксперимент по измерению углового размера звёзд. Для этого он использовал интерферометр с длиной плеч 6 м. Свет от интерферометра посылался при помощи зеркал на вход 254-сантиметрового телескопа. В телескопе при этом наблюдалась система полос. При удлинении плеч интерферометра полосы исчезали. Из расстояния между зеркалами интерферометра можно было определить угловой размер звезды, а при известном расстоянии до звезды — также её диаметр. Майкельсон определил таким образом диаметр звезды Бетельгейзе.

## Память
В 1970 г. Международный астрономический союз присвоил имя Майкельсона кратеру на обратной стороне Луны. В его честь названа медаль Альберта Майкельсона присуждаемая Институтом Франклина.